# Tifón Kujira (2009)

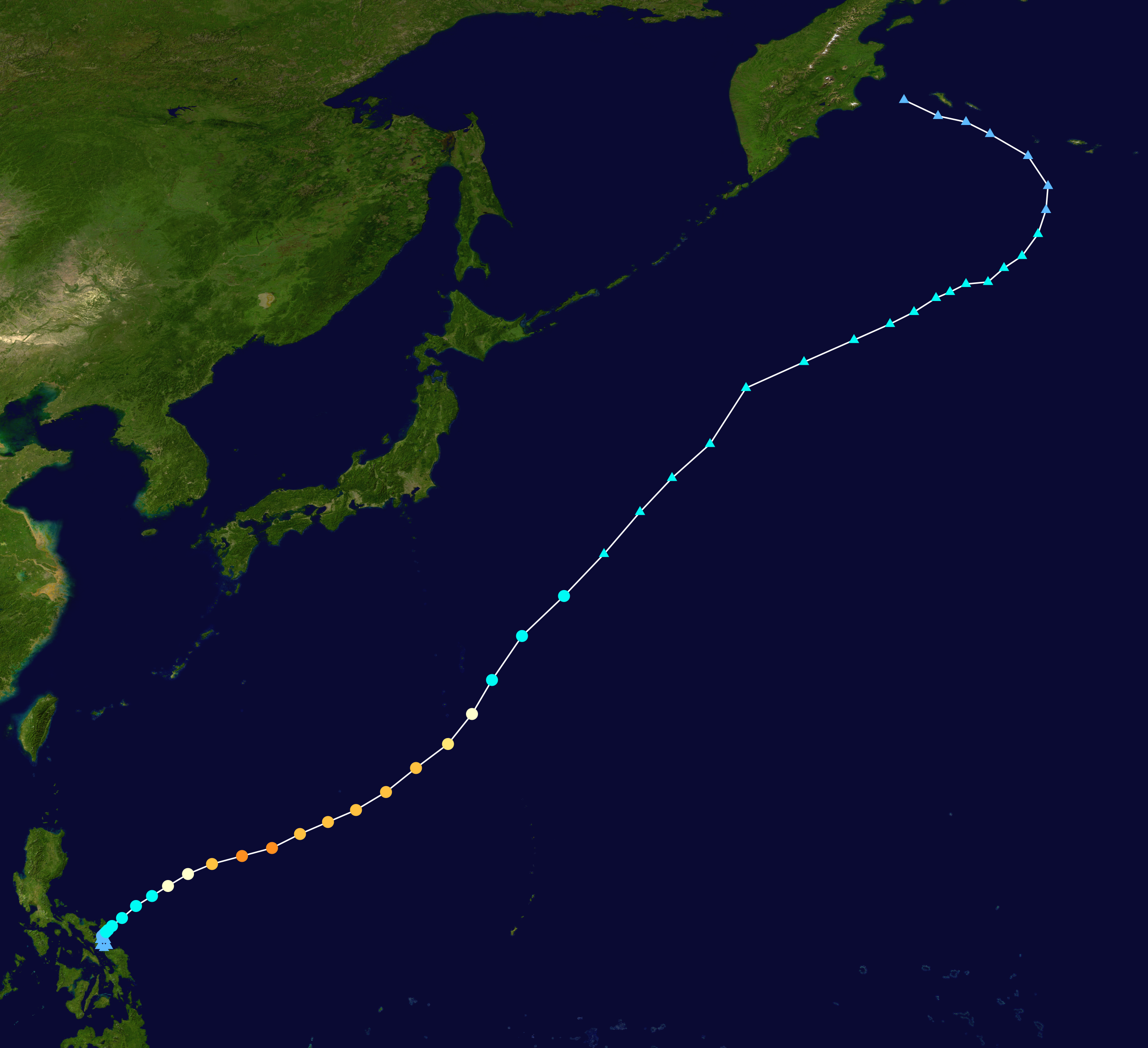
Recorrido de Kujira.

El Tifón Kujira (designación internacional: 0901, designación JTWC: 01W, nombre PAGASA: Dante) fue la primera tormenta nombrada y el primer tifón que fue reconocido por la Agencia Meteorológica de Japón. El Centro Conjunto de Aviso de Tifones también la reconoció como la primera depresión tropical de la temporada de tifones del Pacífico de 2009. 
Kujira se originó de un área de disturbio que se movía al sur de las Filipinas el 27 de abril y se le designó como una depresión el 30 de abril cuando PAGASA la llamó Dante. Se convirtió una tormenta tropical esa misma noche, luego de organizarse mejor. El 3 de mayo se movió al noreste y se convirtió en un tifón, convirtiéndose en el primero de la temporada. Luego se intensificó a tifón categoría 4 pero la fuerte cizalladura del viento empezó a tomar la tormenta.  Kujira se intensificó muy poco, sin embargo debido a las corrientes frías bajo Kujira provocaron que se debilitara más. Se movió al sureste hasta convertirse en una tormenta extratropical
Las lluvias torrenciales producidas por el tifón kujira en la península de Bicol provocaron graves inundaciones y deslaves que mataron a 28 personas y un desaparecido.

## Preparación
El Consejo de Coordinación Nacional de Desastres (NDCC) advirtió a todas las personas en Bicol que tomaran precauciones, mientras la tormenta se encontrara en esa región. La Presidenta Arroyo dio instrucciones al gobierno local para la entrega de agua, alimentos y ropa. PAGASA emitió a los que vivían en las zonas de aviso de la tormenta que estuviesen alerta sobre posibles deslizamientos de tierra, lluvias y marea alta.

## Historia meteorológica
A principios del 26 de abril, un área de baja presión se formó cerca de las costas de Baler, Aurora. El área, había sido un frente frío del norte de Luzon. La JTWC evaluó que el área de clima perturbado tenía potencial de convertirse en un ciclón tropical en 24 horas. Sin embargo, el 28 de abril la JTWC degradó la perturbación a causa de la interacción con la depresión tropical Crising y la depresión tropical 03. El 2 de mayo, PAGASA clasificó el disturbio como depresión tropical, llamándola "Dante" emitiendo avisos a las provincias de Camarines Norte, Camarines Sur, Albay, Sorsogon, Catanduanes, Masbate, Isla Burias y el Sur de Quezon. El tifón mató en las Filipinas 27 personas y otras 27 desaparecidas. El 4 de mayo, la JMA clasificó la tormenta como tifón, nombrándola Kujira. Sin embargo, el tifón se disipó el 7 de mayo causando más muertes.

### Impacto
Cuando Kujira era aún una tormenta tropical sobre la Región de Bicol, Catanduanes, Camarines Norte, Camarines Sur, Albay, Sorsogon y Masbate experimentaron 72 horas de precipitación con fuertes vientos. En Catanduanes el agua llegaba casi a los 12 pies, y alrededor de 8 pies en el resto de las provincias.
Mientras se encontraba en el área de responsabilidad de las Filipinas, Kujira causó alrededor de US$625,709,464 en daños a los cultivos y el ganado en Albay, Camarines Norte, Masbate y Sorsogon. También causó unos 102 millones de pesos en daños a los sistemas de riego comunales en la región. En el reporte de daños de la NDCC publicado el 12 de mayo, informó de 28 muertos, 5 desaparecidos y un herido. Además, 383.457 personas en 609 aldeas de 60 municipios y 4 ciudades de 5 provincias de la V Región se vieron afectados por la tormenta. Indemnización por daños y perjuicios de PhP1,228.422.344 millones fueron o PhP1.228 mil millones de los cuales 625.709.464 fueron en la agricultura y PhP529.525 millones en infraestructura. El total en daños en las viviendas fue de  2,387, de los cuales 138 fueron totalmente destruidas y 2,249 parcialmente.

## Nombre
El nombre Kujira fue uno de los 10 primeros nombres dados por Japón al Comité de Tifones ESCAP/WMO para usarse desde el 1 de enero de 2000 y fue usado por última vez en la temporada de tifones del Pacífico de 2003. El nombre Kujira es en japonés para la constelación de estrellas Cetus también conocida como la constelación de ballenas. PAGASA la Administración de Servicios Atmosféricos, Geofísicos y Astronómicos de Filipinas asignó el nombre local de Dante a Kujira, usado por última vez por PAGASA como nombre de depresión tropical en las Filipinas en 2005 que se le asignó el nombre de tifón Nesat. Si el nombre Dante no es retirado por PAGASA al final de la temporada de tifones de 2009, entonces será reutilizado en la temporada de tifones del Pacífico de 2013.